# Felnőttkori kötődés
A felnőttkori kötődés a kötődéselmélet felnőttkori párkapcsolatokban betöltött szerepével foglalkozik.
A kötődéselméletet az 1960-as és 70-es években alkották meg elsősorban a szülő-gyermek viszony kontextusában vizsgálva azt. Az 1980-as évek végén az elméletet a felnőttkori párkapcsolatokra is kiterjesztették. A felnőttek esetében négy kötődési típust azonosítottak:
- biztonságos
- szorongó–aggodalmaskodó
- elutasító-elkerülő
- bizalmatlan–elkerülő

A kutatók a különböző kötődési stílusok alapját képező belső munkamodellek szervezettségét és stabilitását vizsgálták, valamint azt, hogy a kötődés hogyan befolyásolja a párkapcsolatok végkimenetelét és hogy a kötődés hogyan működik a párkapcsolati folyamatokban.

## A kötődéselmélet kiterjesztése
John Bowlby és Mary Ainsworth alkották meg a modern kötődéselméletet gyerekek és gondozóik tanulmányozásával. A kötődéselmélet évekig a gyerekek és gondozóik kapcsolatára fókuszált. Később, az 1980-as évek végén Cindy Hazan és Phillip Shaver alkalmazták a kötődéselméletet a felnőttkori párkapcsolatokra. Hazan és Shaver felfedezték, hogy a felnőtt párkapcsolati partnerek közötti interakciók hasonlóságot mutatnak a gyerekek és gondozóik közötti interakciókhoz. Például a párok igénylik az egymáshoz való közelséget. A párkapcsolati partnereket párjuk jelenléte megnyugtatja, távollétükben szoronganak és magányosak. A párkapcsolatok biztonságos háttérként funkcionálnak, amely segít a partnereknek szembenézni az élet kihívásaival, lehetőségeivel és meglepetéseivel. Hazan és Shaver ilyen hasonlóságok alapján terjesztették ki a kötődéselméletet a felnőttkori párkapcsolatokra.
Természetesen a felnőttek közötti romantikus párkapcsolatok sokban különböznek a gyerekek és gondozóik közötti kapcsolatoktól. Az elmélet nem azt állítja, hogy ezek a kapcsolatok azonosak, hanem azt, hogy a kötődéselmélet alapelvei mindkét típusú kapcsolatra alkalmazhatóak.  
A kutatók jellemzően a saját elméleti érdeklődésüknek megfelelően írják le a kötődéselmélet alapvetéseit. Leírásaik a felszínen nagyon különbözőnek is tűnhetnek. Például Fraley és Shaver a felnőttkori kötődéselmélet legfontosabb alapvetéseit így írják le:
- A csecsemő-gondozó kapcsolat és a felnőttkori párkapcsolat érzelmi és viselkedési dinamikáját ugyanazok a biológiai folyamatok vezérlik.
- A csecsemő-gondozó kapcsolatok között megfigyelt egyéni különbségek hasonlóak azokhoz, amelyeket a romantikus kapcsolatokban figyelhetünk meg.
- A felnőttkori kötődési viselkedésben megfigyelt egyéni különbségek azon elvárásoknak és meggyőződéseknek a visszatükröződései, amelyeket az emberek magukról és közeli kapcsolataikról alakítottak ki a kötődési előzményeik alapján; ezek a "munkamodellek" viszonylag stabilak és a korai gondoskodás visszatükröződései lehetnek.
- A romantikus szerelem a kötődés, a gondoskodás és a szex kölcsönhatásainak összessége.

Hasonlítsuk össze ezt azzal az öt kötődéselméleti alapvetéssel, amelyet Rholes és Simpson írtak le:
- Bár az alapvető ösztönt a kötődő kapcsolatok kialakítására biológiai folyamatok hozzák létre, a gyerekek gondozóikkal kialakított kapcsolatait személyes élményeik formálják.
- A korai kapcsolatok tapasztalatai belső munkamodelleket és kötődési stílusokat alakítanak ki, amelyek rendszer szinten befolyásolják a kötődő kapcsolatokat.
- A felnőtt gondozók kötődési orientációja befolyással van a gyerekükkel kialakított kötődő kapcsolatokra.
- A munkamodellek és kötődési orientációk az idő elteltével is viszonylag stabilak maradnak, de nem teljesen ellenállóak a változással szemben.
- Bizonyos pszichológiai problémák és klinikai rendellenességek részben a bizonytalan munkamodellek és kötődési stílusok miatt keletkeznek.

Míg a két lista egyértelműen felmutatja a kutatók elméleti érdeklődéseiből fakadó különbségeket, ha közelebbről is megvizsgáljuk őket, akkor több azonos motívumot is felfedezhetünk. Az azonos motívumok az alábbiakat állítják:
- Az emberek biológiailag predesztináltak másokkal való kötődések kialakítására, de a kötődések kialakításának folyamatát élmények, tapasztalatok befolyásolják.
- Az egyének különböző kötődéseket alakítanak ki attól függően, hogy milyen elvárásaik és meggyőződéseik vannak a kapcsolatot illetően. Ezek az elvárások és meggyőződések alkotják a belső munkamodellt, amely a kapcsolati viselkedést szabályozza.
- A belső munkamodellek viszonylag stabilak, bár hatással lehetnek rá különböző élmények.
- A kötődés egyéni különbségei pozitívan vagy negatívan befolyásolják a mentális egészséget és a kapcsolatokat.

Ezek a motívumok kétségtelenül sokféleképpen leírhatóak. Eltekintve attól, hogy ki hogyan írja le a kötődéselmélet legfontosabb alapvetéseit, a leglényegesebb felismerés az, hogy életünk során minden kötődő kapcsolatot ugyanazok az elvek határozzák meg. A gyerek és gondozója közötti kötődés elvei alapvetően azonosak a felnőtt párkapcsolati partnerek közötti kötődés elveivel.  

## Kötődési stílusok
Felnőttkorban négy kötődési stílus különböztethető meg: biztonságos, szorongó-aggodalmaskodó, elutasító-elkerülő és bizalmatlan–elkerülő. A biztonságos kötődési stílus a felnőttek esetében a gyerekkori biztonságos kötödésnek feleltethető meg. A felnőttkori szorongó-aggodalmaskodó kötődési stílus a gyerekkori szorongó-ambivalens kötődési stílushoz köthető.
Az elutasító-elkerülő és a bizalmatlan–elkerülő kötődési stílusok - amelyek felnőttkorban különböznek egymástól - a gyerekkori elkerülő kötődési stílusból erednek. Az alábbi felnőttkori kötődési stílusok leírásai egy Bartholomew és Horowitz által készített kérdőív, valamint Pietromonaco és Barrett tanulmányai alapján készültek.
Több kötődés-alapú terápiás megközelítés is létezik, amelyek felnőttek esetében használhatóak. Továbbá létezik kötődéselméletet felhasználó párterápia is.

### Biztonságos
A biztonságosan kötődő emberek általában egyetértenek a következő állítással: "Viszonylag könnyen tudok közel kerülni másokhoz érzelmileg . Nem okoz gondot másokban megbíznom és az sem okoz gondot, ha mások támaszkodnak rám. Nem aggaszt az egyedüllét, vagy, hogy mások nem fogadnak el." Az ilyen típusú kötődés általában a múltban kialakított kapcsolatokban tapasztalt bensőséges és válaszkész viszonynak köszönhető. A biztonságosan kötődő emberek általában pozitívan látják önmagukat és partnereiket. Ugyancsak pozitívan ítélik meg kapcsolataikat is. Gyakran nagyobb elégedettségről és harmóniáról számolnak be a kapcsolataikat illetően, mint más kötődési stílussal rendelkező emberek. A biztonságosan kötődő embereknek sem az intimitás, sem pedig a függetlenség nem okoz gondot. Sokan az intimitás és a függetlenség közötti egyensúlyt keresik párkapcsolataikban.   
A biztonságos kötődést és az adaptív működést a gondozó segíti elő, aki érzelmileg elérhető és megfelelő válaszkészséggel reagál gyermeke kötődési viselkedésére, valamint képes mind pozitív, mind negatív érzelmeit szabályozni.

### Bizonytalan

#### Szorongó-aggodalmaskodó
A szorongó-aggodalmaskodó kötődési stílussal rendelkező emberek általában egyetértenek a következő állítással: "Teljes érzelmi intimitást akarok kialakítani másokkal, de gyakran tapasztalom azt, hogy mások vonakodnak olyan közel kerülni hozzám, mint amennyire én szeretnék közel kerülni hozzájuk." és "Nem érzem jól magam szoros kapcsolat nélkül, de néha aggódom, hogy mások nem látnak engem olyan értékesnek, mint amennyire én értékesnek látom őket." Azok, akik ezzel a kötődési stílussal rendelkeznek, magas szintű intimitást, elfogadást és válaszkészséget várnak el partnerüktől. Néha olyan nagyra értékelik az intimitást, hogy teljes mértékben partnerüktől kezdenek függni. A biztonságosan kötődő emberekhez képest azok, akik szorongóak vagy aggodalmaskodóak kötődési stílusukban, kevésbé pozitívan látják önmagukat. Gyakran kérdőjelezik meg saját értéküket partnerként és magukat hibáztatják a partnerükből hiányzó válaszkészség miatt. A szorongó vagy aggodalmaskodó kötődési stílussal rendelkező emberek magas szintű érzelmi expresszivitást, aggódást és impulzivitást, lobbanékonyságot mutatnak kapcsolataikban.

#### Elutasító-elkerülő
Az elutasító-elkerülő kötődési stílussal rendelkező emberek általában egyetértenek a következő állítással: "Jól érzem magam szoros érzelmi kapcsolatok nélkül. Fontos számomra a függetlenség és az önállóság. Nem szívesen függök másoktól és nem szeretem, ha mások függnek tőlem." Azok, akik ezzel a kötődési stílussal rendelkeznek, magas szintű függetlenséget igényelnek. A függetlenség iránti vágy gyakran a kötődés teljes elkerülésére tett kísérlet. Önállónak és a szoros kötődéssel kapcsolatos érzelmekkel szemben sebezhetetlennek látják magukat. Gyakran tagadják, hogy szoros kapcsolatokra lenne szükségük. Vannak, akik a szoros kapcsolatokat feleslegesnek látják. Nem meglepő módon, kevesebb intimitásra vágynak partnerükkel, akiket gyakran kevésbé pozitívan látnak, mint magukat. A kutatók gyakran említést tesznek az ilyen kötődési stílussal rendelkezők védekező jellemvonásairól. Az elutasító-elkerülő kötődési stílussal rendelkezők hajlamosak elnyomni érzéseiket és a visszautasításra a visszautasító személy elutasításával reagálnak. (pl.: a partner elutasításával)

#### Bizalmatlan-elkerülő
A gyermekként veszteséget vagy szexuális zaklatást átélők gyakran rendelkeznek ezzel a kötődési típussal és általában egyetértenek a következő kijelentésekkel: "Általában kényelmetlen számomra másokhoz közel kerülni. Szeretnék érzelmileg szoros kapcsolatokat, de nehezen tudok teljesen megbízni másokban vagy másokra támaszkodni. Néha aggódom, hogy megbántanak, ha túl közel engedek másokat." A bizalmatlan-elkerülő kötődési stílussal rendelkezők vegyes érzelmekkel viseltetnek a szoros kapcsolatok iránt. Egyrészről vágynak az érzelmileg szoros kapcsolatokra. Másrészről nehezen viselik az érzelmi közelséget. Ezek a vegyes érzelmek gyakran társulnak az önmagukról és partnerükről nem tudatosan kialakított negatív képpel. Gyakran látják magukat érdemtelennek partnerük válaszkészségére és bizalmatlanok partnerük szándékait illetően. Az elutasító-elkerülő kötődési stílushoz hasonlóan, a bizalmatlan-elkerülő kötődési stílussal rendelkezők kevesebb intimitást igényelnek partnerüktől és gyakran nyomják el és tagadják le érzéseiket. Ezzel szemben sokkal kevésbé képesek kifejezni érzéseiket.

## Munkamodellek
Bowlby elmélete szerint a gyerekek a gondozóikkal folytatott interakciókból tanulnak. Számos interakció alapján a gyermek elvárásokat alakít ki gondozójának elérhetőségét és segítőkészségét illetően. Ezek az elvárások a gyerek önmagáról és gondozójáról kialakított képét tükrözik vissza.
|  | „A bizonyosság abban, hogy a személy, akihez a kötődő viszony fűződik - túl azon, hogy elérhető - jellemzően válaszkész, két változót határoz meg: (a) a személy, akihez a kötődő viszony fűződik megbízhatónak ítélhető-e atekintetben, hogy általában válaszol a védelemre és támogatásra vonatkozó igényekre (b) a szelf tekinthető-e olyasvalakinek, akinek bárki, de különösen az a személy, akihez a kötődő viszony fűződik, segítő szándékkal válaszol. Logikusan következik, hogy ezek a változók függetlenek. A gyakorlatban viszont összekeverednek. Ennek eredményeképp a kötődés tárgyának és alanyának modellje várhatóan úgy fejlődik ki, hogy azok egymást kiegészítsék és megerősítsék. (Bowlby, 1973, p. 238)” |
|  | |

A gyerekek gondozóikról kialakított gondolataik az önmagukról kialakított gondolatokkal együtt, amelyek jó gondozókra érdemesként definiálják önmagukat, munkamodelleket alkotnak. A munkamodellek segítenek a viselkedés irányításában azáltal, hogy a gyerekeket képessé teszi gondozóik reakcióinak megjóslására. Ha már kialakult, Bowlby elmélete szerint a munkamodell viszonylag stabil marad. A gyerekek általában munkamodelljükön keresztül értelmezik élményeiket ahelyett, hogy munkamodelljükön változtatnának úgy, hogy az idomuljon az új élményhez. Csak akkor módosítanak munkamodelljükön, amikor az élmények értelmezhetetlenek a meglévő munkamodell alapján.
Amikor Hazen és Shaver kiterjesztették a kötődéselméletet a felnőttekre, a munkamodellek fogalmát is felhasználták. A felnőttkori munkamodellekkel kapcsolatos kutatások két kérdésre koncentráltak. Elsőként arra, hogy a munkamodelleket alkotó gondolatok hogyan szerveződnek. Másrészt arra, hogy a munkamodellek mennyire maradnak stabilak az idő elteltével. Ezeket a kérdéseket csak röviden tárgyalják az alábbiak.

### A munkamodellek szerveződése
Bartholomew és Horowitz azt feltételezték, hogy a munkamodellek két részből állnak. Az egyik rész a szelffel kapcsolatos gondolatokkal, a másik rész pedig a másokkal kapcsolatos gondolatokkal foglalkozik. Továbbá azt is feltételezték, hogy egy személy szelffel kapcsolatos gondolatai általában negatívak vagy általában pozitívak. Ugyanez vonatkozik a személy másokkal kapcsolatos gondolataira is. Ahhoz, hogy ezeket a feltételezéseket teszteljék, Bartholomew és Horowitz megvizsgálták a kötődési stílusok, az önértékelés és a társas hajlam közötti kapcsolatokat.Az alábbi ábra szemlélteti az általuk megfigyelt kapcsolatokat:   
|                                               |         | Önértékelés a szelffel kapcsolatos gondolatok | Önértékelés a szelffel kapcsolatos gondolatok |
| Pozitív                                       | Negatív |                                               |                                               |
| --------------------------------------------- | ------- | --------------------------------------------- | --------------------------------------------- |
| Társas hajlam másokkal kapcsolatos gondolatok | Pozitív | Biztonságos                                   | Szorongó-aggodalmaskodó (Elárasztott)         |
| Társas hajlam másokkal kapcsolatos gondolatok | Negatív | Elutasító-elkerülő (Elutasító)                | Bizalmatlan-elutasító (Félelemteli)           |

A biztonságos és az elkerülő kötődési stílusok magasabb önértékeléssel vannak összefüggésben a szorongó és a bizalmatlan kötődési stílusokhoz képest. Ez összefüggésben van a munkamodellekben megjelenő, szelffel kapcsolatos negatív és pozitív gondolatokkal. A biztonságos és a szorongó kötődési stílusok fejlettebb társas hajlammal vannak összefüggésben, mint az elkerülő vagy bizalmatlan kötődési stílusok. Ez összefüggésben van a munkamodellekben megjelenő szelffel kapcsolatos negatív és pozitív gondolatokkal. Ezek az eredmények megerősítették azt a feltételezést, mely szerint a munkamodellek két egymástól elváló részből állnak, amelyeket a szelfről és a másokról kialakított gondolatok alkotják, valamint hogy ezek a részek általában pozitív vagy negatív tulajdonságúként írhatóak le.
Baldwin és kollégái a kapcsolati minták elméletét a kötődés munkamodelljeire alkalmazták. A kapcsolati minták információt hordoznak arról, hogy a partnerek között milyen interakciók mennek végbe a leggyakrabban. Minden interakciós mintázatból, amely rendszeresen előfordul a partnerek között, egy kapcsolati minta születik, amely tartalmazza:   
- a szelffel kapcsolatos információkat
- a partnerrel kapcsolatos információkat
- információkat azzal kapcsolatban, hogy az interakciók jellemzően hogyan szoktak lezajlani

Például, ha valaki rendszeresen ölelést kér partnerétől és a partner rendszeresen öleléssel válaszol, akkor az a személy olyan kapcsolati mintát alakít ki, amely a kiszámítható interakciót tükrözi. A minta információt tartalmaz a szelffel kapcsolatban (például: "Sokszor van szükségem az érzelmek fizikai megnyilvánulására"). Információt tartalmaz a partnerrel kapcsolatban is (például: "A partnerem egy érzelmileg kifejező ember"). Valamint információt tartalmaz azzal kapcsolatban, hogy hogyan zajlanak le általában ezek az interakciók, amelyet egy feltételes állítással foglalhatunk össze (például: "Ha arra kérem a partneremet, hogy öleljen meg, akkor a partnerem öleléssel és a megnyugtatásommal fog válaszolni"). A kapcsolati minta segít a viselkedés irányításában úgy, hogy lehetővé teszi a résztvevők számára a partner reakciójának előrejelzését és az arra való felkészülést.
Baldwin és kollégái azt feltételezték, hogy a kötődési munkamodelleket kapcsolati minták alkotják. A tény, hogy a kapcsolati minták információt tartalmaznak a szelfről és másokról, egybecseng korábbi munkamodelleket leíró koncepciókkal. A kapcsolati minták azzal az újdonsággal járultak hozzá a munkamodellekről kialakított képhez, hogy információt tartalmaznak arról is, hogy a partnerekkel folytatott interakció általában hogyan zajlik le. A kapcsolati minták az interakciókkal kapcsolatos feltételes állításokkal (ha... akkor) egészítették ki a munkamodelleket. Baldwin és kollégái különböző bizalommal, függéssel és közelséggel kapcsolatos interakciós szituációkat írtak le, hogy demonstrálják azt a feltételezést, mely szerint a munkamodellek kapcsolati mintákként szerveződnek. A közelséget többek között az alábbi szituációkkal azonosították:
- több időt akar tölteni a partnerével
- ölelést kezdeményez
- kinyilvánítja partnerének, hogy mély érzésekkel viseltetik iránta

Minden szituáció után a résztvevőket a partnerük reakcióját illető két lehetséges végkimenetellel szembesítették. Az egyik az elfogadás, a másik az elutasítás volt. A résztvevőket megkérték, hogy egy 7 fokú skálán értékeljék mindkét lehetséges végkimenetellel kapcsolatosan, hogy partnerük valószínűsíthetően hogyan fog reagálni. A partnerreakció értékelése összefüggést mutatott az értékelők kötődési stílusával. A biztonságosan kötődők gyakrabban számítottak arra, hogy partnerük elfogadóan reagál. Az ő kapcsolati sémájuk a harmadik szituációt illetően a következő lenne: "Ha elmondom a partneremnek, hogy mély érzésekkel viseltetek iránta, akkor a partnerem elfogadja a közeledésemet." Más kötődési stílusokkal rendelkezők kevésbé valószínűsíthetően számítottak partnerük elfogadására. Az ő kapcsolati sémájuk a harmadik szituációval kapcsolatosan a következő lenne: "Ha elmondom a partneremnek, hogy mély érzésekkel viseltetek iránta, akkor a partnerem elutasít engem." A kötődési stílusokban mutatkozó különbségek a kapcsolati minták közötti különbségeket tükrözték vissza. Ennek értelmében a kapcsolati sémák felhasználhatóak lehetnek a kötődési munkamodellek szerveződésének megértésében, mint ahogyan azt későbbi kutatásokkal igazolták.
A munkamodellekben közreműködő kapcsolati minták feltehetően hierarchikusan rendeződnek. Baldwin szerint:
|  | „Valaki rendelkezhet egy általános kapcsolati munkamodellel: például azt feltételezi, hogy mások csak részlegesen vagy kiszámíthatatlanul reagálnak a szükségleteire. Specifikusabb szinten ez a feltételezés különböző formákban jelenik meg a kapcsolat milyenségétől függően, más a forma, ha ügyfélről és más, ha romantikus kapcsolatról van szó. A romantikus kapcsolatokon belül ezek a feltételezések jelentősen eltérőek lehetnek a partnertől, a szituációtól vagy az adott szituációban kifejezett szükségletektől függően. (Baldwin, 1992, p. 429).” |
|  | |

A hierarchia legmagasabb szintjét nagyon általános kapcsolati minták alkotják, amelyek minden kapcsolatra érvényesek. A hierarchia következő szintjét olyan kapcsolati minták alkotják, amelyek bizonyos kapcsolattípusokra érvényesek. A hierarchia legalsó szintjén találhatóak az egy-egy konkrét kapcsolatra vonatkozó minták.
Több elméleti kutató is feltételezte a munkamodellek hierarchikus szerveződését. Pietromonaco és Barrett szerint:
|  | „Ebből a szemszögből úgy látszik, hogy az emberek nem egyetlen munkamodellel rendelkeznek a szelffel és másokkal kialakított kapcsolatokat illetően, sokkal inkább egy csokor modellel rendelkeznek, amelyek magukban foglalják - a magasabb szinteken - a kötődő kapcsolatokat meghatározó absztrakt szabályokat és feltételezéseket, az alacsonyabb szinteken pedig konkrét kapcsolatokat és kapcsolati eseményeket meghatározó információ található. Ezek a megfigyelések azt is jelentik, hogy a munkamodellek nem egységes entitások, hanem többarcú reprezentációk, amelyekben az egyes szinteken megjelenő információk egymásnak ellentmondhatnak." (Pietromonaco & Barrett, 2000, page 159)” |
|  | |

A munkamodellek szintjei magukban foglalják mind az általános munkamodelleket (a hierarchia magasabb szintjein), mind pedig a kapcsolat-specifikus munkamodelleket (a hierarchia alacsonyabb szintjein). A kutatások mind az általános, mind pedig a kapcsolatspecifikus munkamodellek létét igazolták. A többség kérésre azonosítani tudja általános kötődési stílusát és kapcsolataik többsége összhangban van kötődési stílusukkal. Az általános kötődési stílus egy általános munkamodellt feltételez, amely számos kapcsolatra érvényes. Mégis vannak olyanok, akik különböző kötődési stílusról számolnak be attól függően, hogy a kapcsolat egy baráthoz, partnerhez vagy épp egy szeretőhöz köti őket. A kapcsolatspecifikus kötődési stílusok kapcsolatspecifikus munkamodellek létét feltételezik. Az általános kötődési stílusok és a kapcsolatspecifikus munkamodellek hierarchiaként való szerveződését egy tanulmány bizonyította, melynek szerzői Overall, Fletcher és Friesen.
Összefoglalva, a mentális munkamodellek, amelyek a kötődési stílusok alapját képezik, információt tartalmaznak a szelfről és másokról, kapcsolati sémákba rendezetten. A kapcsolati sémák három szintű hierarchiába szerveződnek. A hierarchia legmagasabb szintje tartalmazza az általános munkamodell szelffel kapcsolatos információit, amelyek minden kapcsolatra érvényesek. A hierarchia középső szintje a különböző kapcsolattípusok munkamodelljeinek kapcsolati sémáit tartalmazza (például barátok, szülők, szeretők). A hierarchia legalacsonyabb szintjén a munkamodellek kapcsolatspecifikus, azaz egy-egy konkrét kapcsolatra vonatkozó kapcsolati sémái találhatóak.

### A munkamodellek stabilitása
A kutatók a munkamodellek stabilitását a kötődési stílusok stabilitásán keresztül vizsgálják. A kötődési stílusok a munkamodelleket alkotó gondolatokat és elvárásokat tükrözik vissza. Így a kötődési stílusokban bekövetkező változások a munkamodellek változását jelzi.
Az emberek 70-80%-a az idő előrehaladtával nem tapasztal jelentős változást kötődési stílusában. A tény, hogy a többség kötődési stílusa nem változik, azt feltételezi, hogy a munkamodellek is viszonylag stabilak. Az emberek 20-30%-a azonban tapasztal változást kötődési stílusában. Ezek a változások hetes vagy hónapos periódusok alatt mehetnek végbe. A kötődési stílus változását tapasztaló emberek száma és a rövid időtartam, amely alatt változás következhet be, azt jelzi, hogy a munkamodellek nem merev személyiségjegyek.
Azt, hogy a kötődési stílusok minek köszönhetően változnak meg, nem teljesen értjük. Waters, Weinfield és Hamilton azt feltételezik, hogy a negatív életesemények gyakran okozhatnak változást a kötődési stílusban. Feltételezésüket bizonyítékok támasztják alá: a negatív életeseményen átesett emberek változást tapasztalnak kötődési stílusukban is. Davila, Karney és Bradbury négy faktorcsoportot azonosítottak, amelyek változást okozhatnak a kötődési stílusokban: (a) szituációs események és körülmények (b) változások a kapcsolati mintákban, (c) személyiségbeli változók és (d) személyiséggel kapcsolatos változók, valamint események kombinációi. Azt kutatták, hogy mely faktorcsoportok okozhatták a kötődési stílusokban bekövetkezett változásokat. Érdekes módon az derült ki, hogy mind a négy faktorcsoport változásokat okozhat a kötődési stílusban. A kötődési stílusokban bekövetkező változások összetettek és több tényező is befolyásolja azokat.

## A párkapcsolatok végkimenetelei
A felnőtt szerelmi kapcsolatok több módon végződhetnek. Bizonyos kapcsolatokban az abban részt vevő partnerek nagyobb elégedettségről számolnak be, mint más kapcsolatokban részt vevő partnerek. Vannak kapcsolatok, amelyek tartósabbak más kapcsolatoknál. Vajon a kötődés befolyásolja a kapcsolatokban tapasztalt elégedettséget és azok hosszát?

### Elégedettség
Több tanulmány is összefüggést talált a kötődési stílusok és a párkapcsolati elégedettség szintje között. A biztonságosan kötődő emberek általában nagyobb elégedettségről számolnak be a kapcsolatukat illetően, mint más kötődési stílussal rendelkezők.
Bár a kötődési stílusok és a párkapcsolati elégedettség közötti összefüggés szilárdan megalapozott, a különböző kötődési stílusok párkapcsolati elégedettségre gyakorolt mechanizmusait továbbra is csak részlegesen értjük. Az egyik mechanizmus a kommunikáció lehet. A biztos kötődés valószínűsíthetően konstruktívabb kommunikációt és intimebb személyes kitárulkozást eredményez, amelyek növelik a párkapcsolati elégedettséget. Egyéb, párkapcsolati elégedettséget befolyásoló kötődési stílus meghatározta mechanizmusok közé tartozhat az érzelmi kifejezőkészség, a konfliktuskezelő stratégiák, és a partnertől kapott támogatás minőségének észlelése. További kutatások szükségesek ahhoz, hogy megértsük, hogyan befolyásolják a kötődési stílusok a párkapcsolati elégedettséget.

### Időtartam
Egyes tanulmányok azt bizonyítják, hogy a biztonságosan kötődő emberek kapcsolatai tartósabbak. Ez részben az elköteleződésnek köszönhető. A biztonságosan kötődő emberek nagyobb elköteleződést vállalnak kapcsolataikban. A biztonságos kötődéssel rendelkezők elégedettebbek is kapcsolataikkal, amely arra ösztönözheti őket, hogy tovább maradjanak azokban. Azonban a biztonságos kötődés semmiképp sem garancia a hosszan tartó kapcsolatokra.
Továbbá a biztonságos kötődési stílus nem az egyetlen kötődési stílus, amely összefüggésbe hozható a hosszan tartó kapcsolatokkal. A szorongó-aggodalmaskodó kötődési stílussal rendelkezők gyakran találják magukat hosszú, de boldogtalan párkapcsolatokban. A szorongó-aggodalmaskodó kötődési stílus gyakran jár együtt az elhagyatottság gondolatával kapcsolatos szorongással és kételyekkel az illető partneri minőségének értékét illetően. Az ilyen érzések és gondolatok vezethetnek ahhoz, hogy a szorongó-aggodalmaskodó kötődéssel rendelkezők boldogtalan kapcsolatokban maradnak.

## Párkapcsolati dinamika
A kötődés szerepet játszik abban, hogy a partnerek hogyan lépnek egymással interakcióba. Néhány példa erre a kötődés szerepe az érzelmi önszabályozásban, a támogatásban, az intimitásban és a féltékenységben. Ezeket bővebben is tárgyalni fogjuk. A kötődés szintén szerepet játszik sok olyan interakcióban, amelyeket ez a cikk nem érint, mint például a konfliktusokban, a kommunikációban és a szexualitásban.

### Érzelmi önszabályozás
Bowlby, gyermekek megfigyelése közben észrevette, hogy bizonyos események szorongást váltanak ki és hogy a szorongás enyhítése érdekében közelséget és komfortot keresnek gondozóiknál. A három fő gyermekekben szorongást kiváltó állapotcsoport:
- A gyermek állapota (fáradtság, éhség, betegség, fájdalom, hideg stb.)
- A gondozóval kapcsolatos állapotok (a gondozó hiánya, távozása, a közelség helytelenítése, a gondozó más gyermekre irányuló figyelme, stb.)
- Környezeti állapotok (aggasztó események, kritika vagy elutasítottság)

Az ilyen állapotok okozta szorongás arra motiválja a gyermeket, hogy viselkedésével közelebb kerüljön gondozóihoz. Hasonló dinamika működik a felnőtt, gondoskodó kapcsolatokban. A személyes jóléttel, a párkapcsolati partnerrel és a környezettel kapcsolatos állapotok szorongást kelthetnek a felnőttekben. A felnőttek ezen szorongások feloldásához fizikai és pszichológiai közelséget keresnek partnerükkel.
Mikulincer, Shaver és Pereg kidolgozták ezen dinamika modelljét. 
A modell szerint akkor, amikor valaki szorongást él át, a szorongás csökkentésének érdekében párkapcsolati partnerének közelségét keresi. A partner elfogadhatja vagy elutasíthatja a közelségre vonatkozó igényt. Ez különböző szorongáscsökkentő stratégiák kialakításához vezet. A szorongáscsökkentésnek három fő stratégiája van:
Az első stratégia az úgynevezett "biztonság-alapú" stratégia:
Egy személy észlel valamit, ami szorongást kelt. A személy megpróbálja csökkenteni a szorongást a partneréhez való fizikai vagy pszichés közeledéssel. A partner pozitívan reagál a közeledési kérésre, amely megerősíti a biztonságérzetet és csökkenti a szorongást. A személy visszatérhet mindennapi teendőihez.
A második stratégia a "hiperaktivációs" vagy szorongó kötődés stratégiája:
A szekvencia ugyanúgy kezdődik. Valami szorongást kelt, a szorongást átélő személy pedig megpróbálja csökkenteni szorongását a partneréhez való fizikai vagy pszichés közeledéssel. A partner visszautasítja a közeledési kérést. A válaszadás hiánya növeli a szorongás és a bizonytalanság érzéseit. A szorongó fél ebben a körforgásban ragad benne: megpróbál közelebb kerülni, a partner visszautasítja a közeledést, amely azt eredményezi, hogy a szorongó fél még erősebben próbál közelebb kerülni, amit egy újabb visszautasítás követ és így tovább. A körforgás csak akkor ér véget, amikor a szituáció biztonság-alapú stratégiára vált át (mert a partner végül pozitívan válaszol a közeledésre) vagy amikor a szorongó fél kötődés-elkerülő stratégiára vált át (mert feladja a partner pozitív válaszára számító igényt).
A harmadik stratégia a kötődés-elkerülő stratégia:
Az eseménysor ugyanúgy kezdődik, mint a biztonság-alapú stratégia esetében. Egy személy észlel valamit, ami szorongást kelt. A személy megpróbálja csökkenteni a szorongást a partneréhez való fizikai vagy pszichés közeledéssel. A partner azonban vagy nem elérhető vagy visszautasítja a közeledésre kinyilvánított igényt. A válaszadás hiánya növeli a bizonytalanságot és a szorongást. A szorongó fél feladja a partner pozitív válaszára számító igényét, elnyomja szorongását és eltávolodik partnerétől.
Mikulincer, Shaver és Pereg szerint a kötődési szorongást szabályozó stratégiák nagyon különböző végkifejleteket eredményeznek. A biztonság-alapú stratégia több pozitív gondolathoz vezet például mások viselkedésével kapcsolatban, valamint több pozitív emléket eredményez emberekkel és eseményekkel kapcsolatban. A több pozitív gondolat kreatívabb válaszadásokra biztat bonyolult problémák vagy nyugtalanító szituációk esetén. A hiperaktivációs és kötődés-elkerülő stratégiák több negatív gondolatot eredményeznek és kevesebb kreativitást tesznek lehetővé a problémakezelésben és a stresszes szituációk kezelésében. Fontos megjegyezni, hogy a biztonság-alapú stratégia előfeltétele a partner pozitív válaszadása. Ebből a szemszögből láthatjuk, hogy a közeledési kérést pozitív válasszal lereagálni tudó és akaró partnereket érdemes előnyben részesíteni annak érdekében, hogy a partnerek biztonság-alapú stratégiákkal kezelhessék szorongásaikat.

### Támogatás
Kevésbé szorongunk, ha közel vagyunk partnerünkhöz, mert partnerünk támogatást tud nyújtani nehéz szituációkban. A támogatás alatt értjük a vigasztalást, a segítséget és az információt, amit partnerünktől kapunk.
A kötődés a másoktól kapott támogatás észlelését és a támogatás kérésére irányuló magatartást is befolyásolja. Azok, akik partnere konzisztensen és pozitívan válaszol a közeledésre, biztonságos kötődésre tehetnek szert és emiatt többször kérnek támogatást, általában nyugodt módon, míg azok, akik partnere kiszámíthatatlanul válaszol pozitívan vagy rendszeresen válaszol negatívan a támogatásra irányuló kérésekre, más kötődési stílusok használatára kényszerülnek. A biztonságos kötődési stílussal rendelkezők bíznak abban, hogy partnerük támogatást fog nyújtani, mivel korábban megbízható módon tette ezt. Nagyobb valószínűséggel kérnek támogatást, amikor szükségük van rá. A bizonytalanul kötődők ritkán kapnak támogató válaszokat partnereiktől. Kevésbé támaszkodnak partnereikre és kevésbé valószínű, hogy támogatást kérnek, amikor szükségük van rá, bár ebben más tényezők is szerepet játszhatnak.
A kötődés észlelését érintő változások általában a támogatás észlelésének változásaival együtt történnek. Egy tanulmány diákok kötődésre vonatkozó észleléseit vizsgálta az anyjukkal, apjukkal, azonos és ellenkező nemű barátaikkal kapcsolatban, melyből az derült ki, hogy amikor a diákok egy kapcsolatban a kötődés változásáról számoltak be, akkor általában a támogatás változásáról is beszámoltak ugyanabban a kapcsolatban. Az egyik kapcsolatban bekövetkezett változás nem volt hatással a többi kapcsolatban tapasztalt támogatás észlelésére. Az összefüggés a kötődés és támogatás változásaiban kapcsolatspecifikusnak bizonyult.

### Intimitás
A kötődéselmélet mindig is nagy szerepet tulajdonított az intimitásnak. Bowlby ezt írja: 
|  | „A kötődéselmélet bizonyos egyénekkel intim érzelmi kötelékek kialakítására irányuló hajlamot az emberi természet alapvető részeként kezeli, amely csírájában már neonatális szinten is jelen van és a felnőtt és idős korban tovább folytatódik." (Bowlby, 1988, pp. 120–121)” |
|  | |

Az intimitásra irányuló vágy biológiai gyökerekkel rendelkezik és a többség esetében a születéstől a halálig jelen van. Az intimitás vágya a kötődést is lényegesen befolyásolja. Azok a kapcsolatok, amelyek gyakran elégítik ki az intimitásra irányuló vágyat, biztonságosabb kötődést hoznak létre a partnerek között. Kapcsolatok, amelyek ritkán elégítik ki az intimitásra irányuló vágyakat, a partnerek kevésbé biztonságos kötődését eredményezik.
Collins és Feeney részletesen megvizsgálták a kapcsolatot a kötődés és az intimitás között. Az intimitást különleges interakciók csoportjaként definiálják, amelyek során valaki elárul magáról valamit és a partner erre a kinyilatkoztatásra megértéssel, törődéssel és jóváhagyással reagál. Ezek az interakciók általában verbális kitárulkozást foglalnak magukban. De az intim interakciók az önkifejezés nonverbális formáit is magukban foglalhatják, mint például az érintés, az ölelés, a csók és a szexuális viselkedés. Ebből a szemszögből értelmezve, az intimitás az alábbiakat igényli:  
- valódi érzések, gondolatok, vágyak és félelmek kifejezésére való hajlandóság
- a partner törődésére és érzelmi támogatására támaszkodás hajlandósága
- a fizikai intimitásra való hajlandóság

Collins és Feeney több tanulmány eredményét vizsgálták atekintetben, hogy az egyes kötődési stílusok hogyan viszonyulnak a kitárulkozásra való hajlandósághoz, a partnerre való támaszkodás hajlandóságához és a fizikai intimitás hajlandóságához. A biztonságos kötődési stílus általában a nagyobb arányú kitárulkozással, a nagyobb támaszkodási hajlandósággal és több fizikai intimitással jár együtt, mint más kötődési stílusok. Azonban az intimitás mennyisége változhat személyiségi változók és szituációs körülmények hatására, így minden kötődési stílus funkcionálhat úgy, hogy az egyént ahhoz az egyedi intimitási kontextushoz alakítsa, amelyben él.  
Mashek és Sherman érdekes eredményeket közöltek a partnerek kevesebb közelségre irányuló vágyaival kapcsolatban. 
Olykor a túl sok intimitás fojtogató lehet. Az ilyen szituációban lévők kevesebb közelségre vágynak. Egyrészt a kötődési stílusok és a kevesebb közelségre irányuló vágy közötti összefüggés előre látható. A bizalmatlan-elkerülő és a szorongó-aggodalmaskodó kötődési stílussal rendelkezők tipikusan nagyobb közelséget igényelnek partnerükkel. Az elutasító-elkerülő kötődési stílussal rendelkezők tipikusan kevesebb közelségre tartanak igényt. Másrészt, az a nagy számú csoport (néhány tanulmányban majdnem 57%), akik kevesebb közelségre irányuló vágyról számoltak be, sokkal többen voltak, mint az elutasító-elkerülő kötődési stílussal rendelkezők. Ez azt valószínűsíti, hogy a biztonságos, szorongó-aggodalmaskodó vagy a bizalmatlan-elkerülő kötődési stílusokkal rendelkezők is olykor kevesebb közelségre vágynak. A kevesebb közelségre irányuló vágyat nem kizárólag a kötődési stílus határozza meg.

### Féltékenység
A féltékenység olyan gondolatokat, érzéseket és viselkedéseket foglal magában, amelyek akkor jelentkeznek, amikor valaki egy számára értékes kapcsolatot lát fenyegetettnek egy rivális miatt. A féltékeny ember szorongást tapasztal a kapcsolatában megjelenő támogatás, intimitás és más értékes minőségek megtartását illetően. Mivel a kötődés kapcsolatban van a szorongás szabályozásával, a támogatással és az intimitással, nem meglepő, hogy a féltékenységgel is összefüggést mutat.
Bowlby megfigyelte, hogy egy rivális jelenléte kötődési viselkedést indíthat el gyermekeknél: 
|  | „A legtöbb fiatal gyermekben a puszta látványa annak, ha anyjuk egy másik gyermeket tart a karjaiban erős kötődési viselkedéseket vált ki. Az idősebb gyermek követeli, hogy az anyja közelében legyen vagy az ölébe mászhasson. Gyakran viselkedik úgy, mintha ő maga is csecsemő lenne. Lehetséges, hogy ez a jól ismert viselkedés egy speciális esete annak, ahogy a gyermek az anyja figyelmének és válaszkészségének hiányára reagál. Azonban a tény, mely szerint az idősebb gyermek gyakran reagál így akkor is, ha anyja kifejezetten figyelmes és válaszkész, azt sejteti, hogy ennél többről van szó és Levi (1937) úttörő kísérletei is azt jelzik, hogy egy csecsemő puszta jelenléte az anya ölében elég ahhoz, hogy az idősebb gyermek sokkal inkább ráakaszkodjon anyjára." (Bowlby, 1969/1982, page 260)” |
|  | |

Amikor a gyermek egy riválist lát versenyezni gondozója figyelméért, megpróbál közelebb kerülni gondozójához és megszerezni a figyelmét. Ez jelzi a kötődési rendszer aktiválódását. De a rivális jelenléte féltékenységet is generál. A testvér rivális keltette féltékenységet részletesen leírták. Az újabb kutatások azt találták, hogy a rivális jelenléte nagyon fiatal korban is féltékenységet tud generálni. Már 6 hónapos csecsemők esetében is megfigyelhető ez a jelenség. A rivális jelenléte a gyermekekben egyszerre vált ki kötődési viselkedést és féltékenységet.
A felnőttek esetében is a kötődési viselkedést és a féltékenységet ugyanazon tapasztalati észlelések váltják ki. A partner távolléte mind kötődést, mind pedig féltékenységet okozhat, ha a partner egy riválissal tölti az idejét. A rivális jelenléte szintén generálhat kötődést és féltékenységet.
A kötődési stílusok különbségei a féltékenységi megnyilvánulásokat mind gyakoriságukat, mind pedig mintázatukat illetően befolyásolják. A szorongó-aggodalmaskodó vagy bizalmatlan-elkerülő kötődési stílusokkal rendelkezők gyakrabban tapasztalnak féltékenységet és fenyegetőbbnek látják riválisaikat, mint a biztonságosan kötődő emberek. A különböző kötődési stílussal rendelkezők másként is fejezik ki féltékenységüket.
Egy kísérletben:
|  | „A biztonságosan kötődő emberek esetében a düh érzése volt intenzívebb más érzésekkel szemben és azt nagyobb eséllyel fejezték ki, mint más résztvevők, különösen partnerük felé. És bár a szorongó résztvevők esetében is viszonylag intenzív volt a düh érzése, amit ugyanolyan eséllyel fejeztek ki ingerlékenységen keresztül, mint mások, viszonylag kis valószínűséggel szembesítették partnerüket érzéseikkel. Ez betudható lehet a kisebbrendűségi komplexusnak és félelemnek, amelyek különösen hangsúlyos jellemzői a szorongó kötődési stílussal rendelkezőknek és amely gátolja a düh közvetlen kifejezését. Az elkerülők intenzívebben éreztek szomorúságot, mint a biztonságosan kötődők, mindkét kísérletben. Továbbá, az elkerülők nagyobb eséllyel őrizték meg önérzetüket és talán egyfajta következményként, viszonylag kevesebb eséllyel kerültek közelebb partnerükhöz." (Sharpsteen & Kirkpatrick, 1997, page 637)” |
|  | |

Egy további tanulmány megerősítette, hogy a különböző kötődési stílusokkal rendelkezők különböző módokon élik meg és fejezik ki féltékenységüket. A kötődés fontos szerepet játszik a féltékenységi interakciók befolyásolásában és abban, hogy a partnerek milyen gyakran és módon fejezik ki féltékenységüket.

### A kapcsolat vége
A fontos romantikus kapcsolatok felbomlását követően a partnerek általában szeparációs szorongást és gyászt élnek át. A gyász egy fontos folyamat, mert lehetőséget ad a veszteség elfogadására és megkönnyíti a továbblépést. A folyamat alatt az emberek különböző stratégiákat használnak az állapot elviselésére. Az elkerülő kötődési stílussal rendelkezők leértékelik a kapcsolatot és visszahúzódnak. A szorongó kötődési stílussal rendelkezők esetében valószínűbbek az érzelmi stratégiák és több figyelmet fordítanak az átélt fájdalomra (Pistole, 1996). A biztonságosan kötődőek összességében több pozitív élményt tapasztalnak, mint a bizonytalan kötődési stílussal rendelkezők. (Pistole, 1995).